# Budapesti Teherfuvar Munkás SE
Budapesti Teherfuvar Munkás SE – węgierski klub piłkarski z siedzibą: początkowo w mieście Budafok, później w Budapeszcie, działający w latach 1929–1950. Największe sukcesy w swojej krótkiej historii osiągnął pod nazwą Gamma FC.

## Historia

### Chronologia nazw
- 1932: Budafok FC
- 1939: Gamma FC (fuzja z Szentimrevárosi SE)
- 1945: Budai Barátság SE
- 1946: Budai Munkás SE
- 1946: MATEOSz Munkás SE
- 1949: Budapesti Teherfuvar Munkás SE

### Historia klubu
Klub powstał w 1932 roku jako Budafok FC. Po trzech sezonach gry w drugiej lidze, w 1935 r. klub po raz pierwszy uzyskał awans do Nemzeti Bajnokság I. W sezonie 1935/1936 zajął 10. miejsce. W 1939 roku klub zmienił nazwę i siedzibę, przenosząc się z Budafok do Budapesztu.
Największy sukces klub osiągnął w dwóch kolejnych sezonach: 1942/1943 i 1943/1944, gdy zajmował czwarte miejsce w lidze.
W sezonie 1945/1946 klub zajął 13. miejsce w tabeli pierwszej ligi i spadł do NB II, by po jednym sezonie, już jako MATEOSz Munkás SE powrócić do Nemzeti Bajnokság I.
Po sezonie 1949/1950, w którym klub zajął 8. miejsce, drużyna połączyła się z innym klubem z Budapesztu – BKV Előre SC.

## Osiągnięcia
- W lidze (14 sezonów na 109) : 1935/36-1945/46, 1947/48-1949/50